# Autochloris buchwaldi
Autochloris buchwaldi är en fjärilsart som beskrevs av Rothschild 1931. Autochloris buchwaldi ingår i släktet Autochloris och familjen björnspinnare. Inga underarter finns listade i Catalogue of Life.